# Indsejlingen til Warnemünde
|  | Denne artikel er oprettet af botten Steenthbot ud fra en ekstern database. Den kan derfor have sproglige fejl eller mangler. Denne skabelon kan fjernes efter kontrol af indholdet. |

Indsejlingen til Warnemünde er en dansk dokumentarisk optagelse fra 1903 instrueret af Peter Elfelt.

## Handling
Højtidelighed i anledning af åbningen af ruten Gedser-Warnemünde den 30/9 1903. Storhertug Friederich-Frantz.